# Tobie Nathan
Pour les articles homonymes, voir Nathan.
Tobie Nathan, né le 10 novembre 1948 au Caire en Égypte, est un psychologue, professeur émérite de psychologie à l’université Paris-VIII et écrivain français. Il est l'un des représentants de l'ethnopsychiatrie française.

## Biographie

### Famille et jeunesse
Les parents de Tobie Nathan sont des juifs installés au Caire depuis de nombreuses générations : son grand-père maternel était pharmacien, tandis que son père dirigeait une fabrique de parfums. Sa famille doit quitter Le Caire en 1957 à la suite de l'arrivée au pouvoir de Nasser et de l'expulsion des juifs. Ils vivent en Italie, puis s'installent en France, où Tobie Nathan fait ses études et obtient la naturalisation à l'âge de vingt et un ans.

### Parcours de formation et professionnel
Tobie Nathan soutient une thèse de doctorat de psychologie en 1976, sous la direction de Georges Devereux,, puis une thèse d'État ès lettres et sciences humaines, intitulée Apports de l'ethnopsychiatrie à la théorie et à la pratique de la clinique psychanalytique, sous la direction de Didier Anzieu à l'université Paris-Nanterre (1983). Il devient successivement assistant, puis maître-assistant à l'université Paris-XIII, et depuis 1986, professeur de psychologie clinique et pathologique à l'université Paris-VIII. De 1996 à 2000, il dirige l'UFR « Psychologie, pratiques cliniques et sociales » de l'université de Paris VIII, et de 2000 à 2003, l'Institut d'enseignement à distance (IED) de la même université.
Il dirige la délégation de l'Agence universitaire de la Francophonie pour l'Afrique des Grands Lacs à Bujumbura (Burundi) (2003-2004), puis il est conseiller de coopération et d'action culturelle à l'ambassade de France en Israël (2004-2009) et à Conakry en Guinée (2009-2011).

### Activités de recherche et éditoriales
Tobie Nathan s'intéresse à la psychanalyse, puis aux psychothérapies et à l'ethnopsychiatrie. Au cours de ses recherches, il étudie les dispositifs de soins mis en place par les guérisseurs, en Afrique, au Moyen-Orient comme celui de Jeanne-Paule Visnelda à La Réunion. Il décrit les liens entre psychopathologie, pratiques cliniques et environnement social. Professionnellement, il exerce également comme expert près la cour d'appel de Paris. Il crée la première consultation d'ethnopsychiatrie en France, en 1979, dans le service de psychiatrie de l'enfant et de l'adolescent de l'hôpital Avicenne (Bobigny), alors dirigé par Serge Lebovici, consultation dont les principes ont ensuite été adoptés par d'autres consultations en France et à l'étranger.
Il a fondé en 1993 le Centre Georges-Devereux, centre universitaire d'aide psychologique aux familles migrantes, au sein de l'UFR « Psychologie, pratiques cliniques et sociales » de l'université de Paris VIII – centre qu'il a dirigé de 1993 à 1999. Ce centre fut, en France, le premier lieu universitaire de clinique psychologique, accueilli au sein d'une UFR ou d'un département de psychologie. Il regroupait dans un même espace, sur le campus de l'université à Saint-Denis, une clinique spécifique, des recherches universitaires en psychopathologie et en psychothérapie et la formation des étudiants de troisième cycle. Aujourd'hui, le Centre Georges-Devereux se trouve à Paris et n'est plus intégré à l'université Paris 8.
Il a fondé, en 1978, la première revue francophone d’ethnopsychiatrie, Ethnopsychiatrica (1978-1981). Puis il fonde, en 1983, la Nouvelle Revue d'ethnopsychiatrie (36 numéros de 1983 à 1998). Depuis 2000, il dirige la  revue Ethnopsy / Les mondes contemporains de la guérison.
Il est aussi écrivain et a publié sept romans et des essais — dont Ethno-roman (2012) qui obtient le prix Femina essai — ainsi que, en collaboration, une pièce de théâtre.

### Ethnopsychiatrie
Tobie Nathan est l'un des principaux représentants de l'ethnopsychiatrie, discipline fondée par l'anthropologue et psychanalyste Georges Devereux, qui propose une nouvelle vision de la psychothérapie et du patient, considéré dans son univers familial et culturel.
L'œuvre de Tobie Nathan fait débat en France. Son approche a donné lieu à des discussions et à des critiques de plusieurs ordres. Les critiques ont porté sur la technique psychothérapique, les présupposés politiques de son approche et sa critique de la psychanalyse. Sa vision de la psychothérapie n'est pas acceptée par certains psychanalystes à cause de ce qu'ils considèrent comme un retour à la suggestion – ce qu'il conteste – et surtout, selon eux, par sa non-prise en compte du transfert tel que sa dynamique a été mise en évidence par Sigmund Freud. Cependant, le sens du mot « transfert », la fonction qu’on lui attribue dans la cure ont évolué et il est difficile d’en proposer une version acceptable par tous les thérapeutes. Son attachement au respect de la diversité des cultures humaines peut également entrer en conflit avec une tendance européenne, héritée des Lumières, qui privilégie une vision universelle de la condition humaine, via notamment la notion de droits de l’homme. Des universitaires comme Didier Fassin lui ont ainsi parfois reproché un certain relativisme culturel, dont la dérive serait une sorte d'assignation des personnes à leur culture d'origine.
Sa contribution au Livre noir de la psychanalyse a aussi donné lieu à querelles même s'il se défend d'y avoir écrit un texte polémique[réf. nécessaire].
Il a aussi écrit des textes importants qui sont devenus des références en psychologie et en psychopathologie tels L'influence qui guérit (1994) ou La nouvelle Interprétation des rêves (2011).

## Œuvre

### Romans
- Saraka Bô (roman), éditions Rivages, 1993
- Dieu-Dope (roman), Rivages, 1995
- La Damnation de Freud (avec Isabelle Stengers et Lucien Hounkpatin), éd. Les Empêcheurs de penser en rond, 1997
- 613 (roman), éditions Odile Jacob, 1999; Rivages/Noir, 2004
- Serial Eater (roman), Rivages, 2004
- Mon patient Sigmund Freud (roman), éditions Perrin, 2006
- Qui a tué Arlozoroff ? (roman), éditions Grasset, 2010
- Ethno-roman (roman), éditions Grasset, 2012 – Prix Femina essai[9] 2012
- Les Nuits de patience (roman), Rivages, 2013 ; Rivages/Noir, 2015
- Ce pays qui te ressemble (roman), éditions Stock, 2015
- Les Secrets de vos rêves, éditions Odile Jacob[13], 2016
- L’Évangile selon Youri (roman), éditions Stock, 2018
- La Société des Belles Personnes (roman), éditions Stock, 2020

### Textes scientifiques
- Sexualité idéologique et névroses. Essai de clinique ethnopsychanalytique, préface de Georges Devereux, Grenoble, La Pensée sauvage, 1977.
- Psychanalyse et copulation des insectes, Grenoble, La Pensée sauvage, 1983.
- La Folie des autres. Traité d’ethnopsychiatrie clinique, Paris, Dunod, collection « Psychismes », 1986[14].
- Le Sperme du Diable. Éléments d'ethnopsychothérapie, Paris, PUF, 1988.
- Fier de n'avoir ni pays ni amis, quelle sottise c’était ! Principes d'ethnopsychanalyse, Grenoble, La Pensée sauvage, 1993.
- Psychanalyse païenne. Essais ethnopsychanalytiques, Paris, Bordas, 1993 ; édition poche, Paris, Odile Jacob, 2000.
- L'Influence qui guérit, Paris, Odile Jacob, 1994.
- Rituels de deuil, travail du deuil, Éditions La Pensée Sauvage,  1994
- La parole de la forêt initiale,  coécrit avec Lucien Hounkpatin, éditions Odile Jacob,  1996.
- Quel avenir pour la psychiatrie et la psychothérapie? Coécrit avec Pierre Pichot,  éditions Empêcheurs de Penser Rond, 1998.
- « Manifeste pour une psychopathologie scientifique », in Tobie Nathan et Isabelle Stengers, Médecins et sorciers, Paris, Odile Jacob, 1998.
- « Éléments de psychothérapie », in Psychothérapies (en collaboration avec Alain Blanchet, Serban Ionescu et Nathalie Zajde), Paris, Odile Jacob, Paris, 1998.
- L'enfant ancêtre , La pensée sauvage, 2000.
- Nous ne sommes pas seuls au monde, Paris, Les Empêcheurs de penser en rond, 2001, Le Seuil, 2015.
- Le Divan et le Grigri, avec Catherine Clément, Paris, Odile Jacob, 2002 (et 2005 en poche.)
- Du commerce avec les diables, Paris, Les Empêcheurs de penser en rond, 2004.
- « Ceci n'est pas une psychothérapie… L'ethnopsychiatrie au Centre Georges-Devereux » (en collaboration avec Émilie Hermant), in Le Livre noir de la psychanalyse (sous la direction de Catherine Meyer), Paris, Les Arènes, 2005.
- (direction) La Guerre des psy. Manifeste pour une psychothérapie démocratique, Paris, Les Empêcheurs de penser en rond, 2006.
- Penser l'invisible , Gallimard , 2007.
- A qui j'appartiens? , Les Empêcheurs de Penser en Rond,  2007.
- La Nouvelle Interprétation des rêves, Paris, Odile Jacob, 2011.
- Coécrit avec Nathalie Zajde, Psychothérapie démocratique, Paris, Odile Jacob, 2012.
- Tous nos fantasmes sexuels sont dans la nature,  1001 Nuits, 2013.
- Philtre d'amour,  Odile Jacob, 2013
- L’Étranger ou le Pari de l’autre, Autrement, 2014
- Quand les dieux sont en guerre, La Découverte, Les Empêcheurs de penser en rond, 2015
- Médecins et sorciers, coécrit avec Isabelle Stengers, éditions La Découverte,  2016.
- Les Âmes errantes, éditions de l'Iconoclaste, 2017
- Jésus le guérisseur,  Flammarion,  2017
- Secrets de thérapeute, éditions de l'Iconoclaste, 2021
- Ethnomythologiques: Petits objets du quotidien, éditions Stock, 2022

### Essais
- Sortir d'une secte,coécrit avec Jean-Luc Swertvaegher, Les Empêcheurs de Penser en Rond, 2003
- Abécédaire: Mots et rites d'ailleurs, Gallimard, 2023

## Récompenses et distinctions
- Chevalier de l'ordre des Arts et des Lettres
- Prix Femina essai 2012
- Prix du roman des écrivains du sud 2019 pour "L'Évangile selon Youri", éditions Stock.